# Castor Durantes
Castore Durante , también llamado Castor Durante da Gualdo ( Gualdo Tadino, 1529 - Viterbo, 1590) fue un médico, botánico y poeta del Renacimiento italiano. Su padre fue el jurista Giovan Diletto Durante. Tuvo cinco hermanos, entre ellos a un hermano llamado Pollùce (Pollux).
Se graduó en medicina en Perugia en 1567 y ejerció como médico en Gualdo Tadino. Más tarde enseñó en la "Archiginnasio della Sapienza" (que ahora se llama la Universidad de Roma "La Sapienza") y, por recomendación del cardenal Girolamo Rusticucci, fue nombrado médico jefe en la corte del papa Sixto V.
Murió en Viterbo en 1590 y fue enterrado en la iglesia del monasterio de los franciscanos.

## Trabajos
- Herbario Nuovo, publicado en 1585, es una descripción de las plantas medicinales de Europa y las Indias (Este y Oeste). Las primeras ediciones fueron ilustrados por Leonardo da Parasole Norcia (fl.1570), mientras que la tercera edición contiene grabados de su esposa, el grabador Isabella Parasole. Cada especie incluye discusiones de su hábitat y usos medicinales, tanto en italiano y latín. Pasó por once ediciones en italiano, alemán y español. Las reimpresiones aparecieron de vez en cuando durante más de 130 años.

- Il Tesoro della Sanità,publicado en 1586, es una colección de medicina tradicional con remedios para la familia, con normas prácticas para la higiene y sugerencias dietéticas. En 1686 fue traducido al inglés por John Chamberlayne.